# 張新曾
張新曾（？—？），字焕宸，山東淄博博山人，清朝政治人物、進士出身。
光緒二十九年，登進士二甲第八十五名。擔任昌黎縣知事，后升任工部主事。